# 4082-es busz
A 4082-es jelzésű autóbuszvonal Kazincbarcika / Berente és Meszes között húzódó helyközi vonal, amelyet a Volánbusz Zrt. üzemeltet Rudabánya és Szalonna érintésével.

## Útvonala
Kazincbarcika autóbusz-állomásról indul. Az Építők útján, a kórház felé halad, majd a Szent Flórián teret tűzi ki céljául, ide csatlakozik be az egyetlen, munkanapokon közlekedő berentei munkásjárat. Kihajt a 26-os főútra, de rövidesen Múcsony irányába megy tovább a 2606-os mellékúton és a 4080-as busszal azonos útvonalon, keresztezi a Miskolc–Bánréve–Ózd vasútvonalat. A Sajó fölött áthaladva éri el a települést és a vele összenőtt Szuhakállót. Itt kanyarodik Izsófalva felé, a községet a szomszédos Ormosbánya követi, 3 kilométer múlva érkezik Rudabányára, a környék egyik kisvárosába. A berentein kívül minden esetben érintett központi fürdő, a Szent Flórián térről csak eddig közlekedő járat is fellelhető (amely 6:30-kor fordul 4080-as számmal), valamint innen Martonyiba közvetlen eljutás biztosított szabadnapokon. Szuhogyra robog be, majd a vonal 28. kilométerén Szendrőbe érkezik és a 27-es főúton folytatja útját. A Sajószentpéterről induló főútvonalon Szalonna nevezetű falut keresi fel, vasútállomása naponta egy alkalommal kiszolgált, különben a rakacai elágazásban a Cserehát egyik varázslatos környékén fut útvonala a 4121-es buszéval együtt. Itt található a Rakacai-víztározó, de a patakjának névadó településéig nem közlekedik el, Martonyi zsáktelepülés csak a munkásjárat által nem érintett, helyette egyből az alig 150 lelkes Meszes községen végállomásozik.

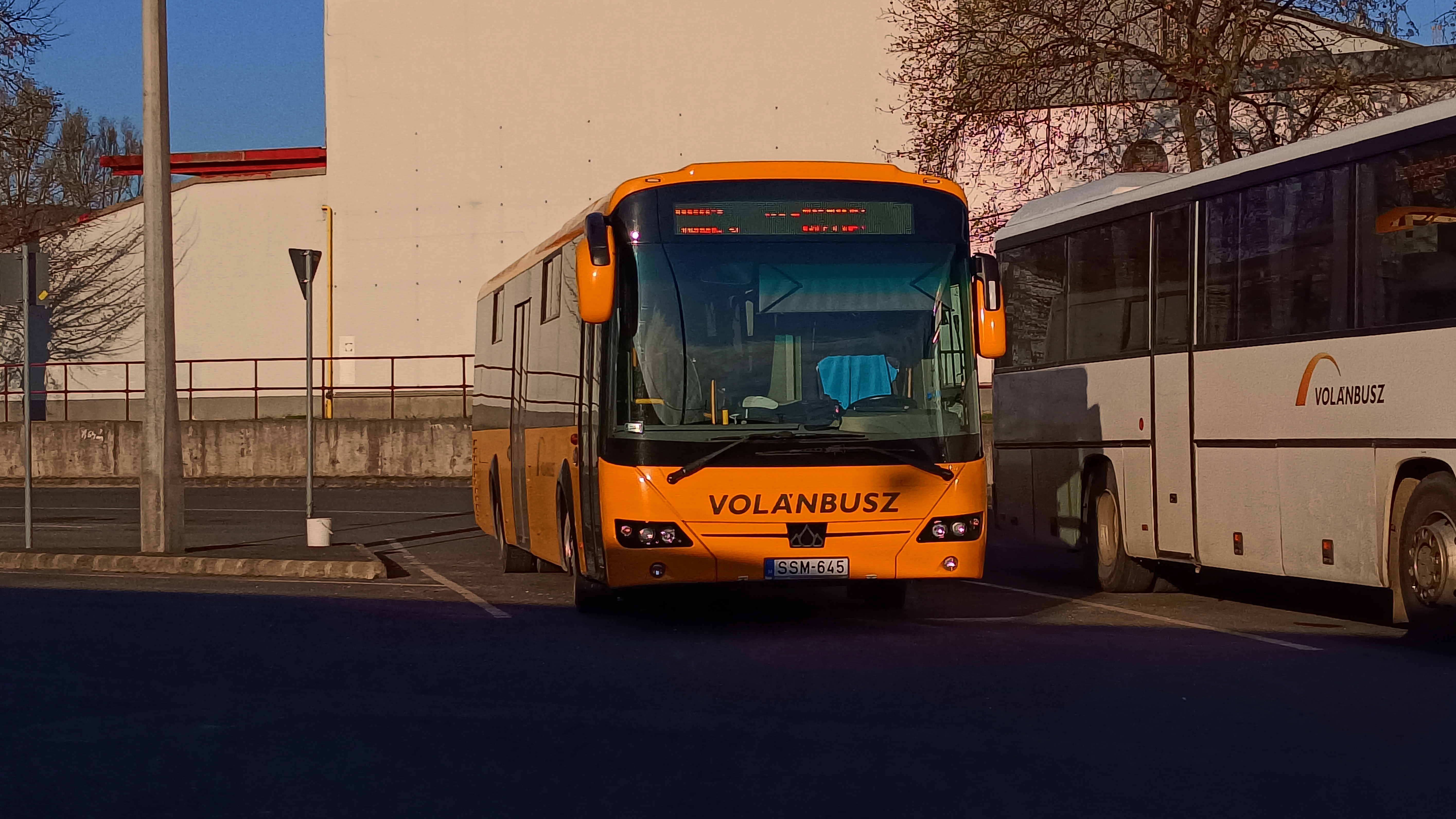
Indulásra vár Kazincbarcikán

Ellentétes irányban nincs indítása.

## Közlekedése
Indításszáma alacsony, a Kazincbarcika – Rudabánya járat van kizárólag csuklóssal kiszolgálva, többin csak szóló járművek közlekednek. Kazincbarcika Szent Flórián téren autóbuszos csatlakozás biztosított Miskolc felé/felől (3765-ös busz).
| Viszonylat                                                   | Indításszám | Közlekedési rend |
| ------------------------------------------------------------ | ----------- | ---------------- |
| Kazincbarcika, aut. áll. ➝ Meszes, kh.                       | 1 oda       | naponta          |
| Berente, Bányagépjavító üzem ➝ Meszes, kh.                   | 1 oda       | munkanapokon     |
| Kazincbarcika, Szent Flórián tér ➝ Rudabánya, központi fürdő | 1 oda       | munkanapokon     |
| Rudabánya, központi fürdő ➝ Martonyi, híd                    | 1 oda       | szabadnapokon    |

## Megállóhelyei
| 0                                       | Kazincbarcika, autóbusz-állomás végállomás                               | 0.0 km          | 3, 9 1054 3408, 3756, 3763, 3764, 3765, 3766, 3767, 3770, 3772, 3773, 4040, 4041, 4046, 4047, 4048, 4050, 4052, 4057, 4059, 4060, 4065, 4066, 4069, 4070, 4075, 4080, 4083, 4084, 4154                                                              |
| 1                                       | Kazincbarcika, Ifjúmunkás tér                                            | 0.8 km          | 3 3408, 3756, 3763, 3764, 3765, 3770, 3772, 3773, 4040, 4041, 4044, 4047, 4048, 4050, 4052, 4057, 4059, 4060, 4065, 4066, 4069, 4070, 4075, 4080, 4083, 4084, 4153                                                                                  |
| 2                                       | Kazincbarcika, kórház                                                    | 1.2 km          | 3 1054 3408, 3756, 3763, 3764, 3765, 3770, 3772, 3773, 4040, 4041, 4044, 4047, 4048, 4050, 4052, 4057, 4059, 4060, 4065, 4066, 4069, 4070, 4075, 4080, 4083, 4084, 4153                                                                             |
| 3                                       | Kazincbarcika, városháza                                                 | 1.6 km          | 3 1369, 1384, 1410, 1411 3756, 3763, 3764, 3765, 3770, 3772, 3773, 4040, 4041, 4044, 4047, 4048, 4050, 4052, 4059, 4060, 4063, 4065, 4067, 4069, 4070, 4075, 4080, 4083, 4084                                                                       |
| 4                                       | Kazincbarcika, központi iskola                                           | 2.0 km          | 3756, 3763, 3764, 3765, 3770, 3772, 3773, 4040, 4041, 4044, 4047, 4048, 4050, 4052, 4059, 4060, 4063, 4065, 4067, 4069, 4070, 4075, 4080, 4083, 4084                                                                                                |
| 5                                       | Kazincbarcika, temető                                                    | 2.7 km          | 3756, 3763, 3764, 3765, 3766, 3767, 3770, 3772, 3773, 4040, 4041, 4044, 4046, 4047, 4048, 4050, 4052, 4059, 4060, 4063, 4065, 4066, 4067, 4069, 4070, 4075, 4080, 4083, 4084                                                                        |
| Munkanapokon 1 alkalommal érintett.     |                                                                          |                 | |
| –4                                      | Berente, Bányagépjavító üzem végállomás                                  | ∫               | 3756, 3763, 3764, 3765, 3770, 3773, 4045, 4046, 4048, 4049, 4050, 4052, 4061, 4062, 4063, 4067, 4070, 4075 |
| –3                                      | Berente, PVC gyár bejárati út                                            | ∫               | 1369, 1384, 1410, 1411 3756, 3763, 3764, 3765, 3766, 3767, 3769, 3770, 3773, 4045, 4046, 4047, 4048, 4050, 4052, 4058, 4061, 4062, 4063, 4067, 4070, 4075, 4081                                                                                     |
| –2                                      | Kazincbarcika, BorsodChem IV. kapu                                       | ∫               | 1369, 1384 3756, 3763, 3764, 3765, 3770, 3773, 4045, 4046, 4047, 4048, 4050, 4052, 4058, 4061, 4062, 4063, 4067, 4070, 4075, 4081 |
| –1                                      | Kazincbarcika, Volán-telep                                               | ∫               | 3756, 3763, 3764, 3765, 3770, 3773, 4045, 4046, 4047, 4048, 4050, 4052, 4058, 4061, 4062, 4063, 4067, 4070, 4075, 4081 |
| 6                                       | Kazincbarcika, Szent Flórián tér autóbusz-váróterem vonalközi végállomás | 3.6 km          | 1054, 1369, 1384, 1410, 1411 3756, 3763, 3764, 3765, 3766, 3767, 3769, 3770, 3772, 3773, 4040, 4041, 4043, 4044, 4045, 4046, 4047, 4048, 4050, 4052, 4058, 4059, 4061, 4063, 4065, 4066, 4067, 4069, 4070, 4075, 4079, 4080, 4081, 4083, 4084, 4194 |
| 7                                       | Kazincbarcika, VGV telep                                                 | 4.2 km          | 3769, 3772, 4040, 4041, 4043, 4044, 4069, 4070, 4075, 4078, 4079, 4080, 4081, 4083, 4084 személyvonat – Kazincbarcika alsó [92.] |
| 8                                       | Szeles IV. akna                                                          | 5.9 km          | 3772, 4040, 4041, 4043, 4044, 4069, 4070, 4075, 4078, 4079, 4080, 4081, 4083, 4084 |
| 9                                       | Múcsony, kazincbarcikai elágazás                                         | 7.3 km          | 3769, 3772, 4040, 4041, 4043, 4044, 4069, 4070, 4075, 4078, 4079, 4080, 4081, 4083, 4084 |
| 10                                      | Múcsony (Alberttelep), kultúrház                                         | 8.2 km          | 3769, 3774, 4069, 4070, 4075, 4078, 4079, 4080, 4081, 4083, 4084, 4095 |
| 11                                      | Szuhakálló, ormosi elágazás                                              | 8.5 km          | 3769, 4080, 4081, 4083, 4084, 4095 |
| 12                                      | II. akna bejárati út                                                     | 9.1 km          | 3769, 4080, 4081, 4083, 4084, 4095 |
| 13                                      | Izsófalva, kurityáni elágazás                                            | 10.5 km         | 3769, 4080, 4081, 4083, 4084, 4095 |
| 14                                      | Izsófalva, községháza                                                    | 11.0 km         | 3769, 4080, 4081, 4083, 4084, 4095 |
| 15                                      | Izsófalva, szakkórház                                                    | 12.1 km         | 3769, 4080, 4081, 4083, 4084, 4095 |
| 16                                      | Ormosbánya, sporttelep                                                   | 13.4 km         | 3769, 4080, 4081, 4083, 4084, 4095 |
| 17                                      | Ormosbánya, iskola                                                       | 13.9 km         | 3769, 4080, 4081, 4083, 4084, 4095 |
| 18                                      | Ormosbánya, Bányász utca 28.                                             | 14.8 km         | 3769, 4080, 4081, 4083, 4084, 4095 |
| 19                                      | Kolostanya                                                               | 15.6 km         | 4080, 4081, 4083, 4084, 4095 |
| 20                                      | BRV II/2 vízátemelőtelep                                                 | 16.4 km         | 4080, 4081, 4083, 4084, 4095 |
| 21                                      | Erdőszállás                                                              | 17.1 km         | 4080, 4081, 4083, 4084, 4095 |
| 22                                      | Rudabánya, vasútállomás bejárati út                                      | 18.6 km         | 3769, 4080, 4081, 4083, 4084, 4095 |
| Munkanapokon 1 alkalommal nem érintett. |                                                                          |                 | |
| 23                                      | Rudabánya, központi fürdő vonalközi végállomás                           | 19.5 km 19.9 km | 3769, 4080, 4081, 4083, 4084, 4095, 4108, 4120 |
| 24                                      | Rudabánya, ormosi elágazás                                               | 20.4 km         | 4081, 4083, 4084, 4120 |
| 25                                      | Rudabánya, kápolna                                                       | 21.5 km         | 4083, 4084, 4120 |
| 26                                      | Szuhogy, József Attila utca 87.                                          | 24.8 km         | 4081, 4083, 4084, 4120 |
| 27                                      | Szuhogy, italbolt                                                        | 25.4 km         | 4081, 4083, 4084, 4120 |
| 28                                      | Szuhogy, tsz-major                                                       | 26.5 km         | 4081, 4083, 4084, 4120 |
| 29                                      | Szendrő, alumíniumgyár                                                   | 28.2 km         | 4081, 4083, 4084, 4120 |
| 30                                      | Szendrő, vasútállomás bejárati út                                        | 28.7 km         | 4081, 4083, 4084, 4120 személyvonat – Szendrő [94.] |
| 31                                      | Szendrő, galvácsi elágazás                                               | 29.6 km         | 3703, 3704, 3707, 3708, 3709, 3775, 3793, 4041, 4081, 4083, 4084, 4092, 4093, 4120 |
| 32                                      | Szendrő, Fő tér                                                          | 30.0 km         | 3703, 3704, 3707, 3708, 3709, 3775, 3793, 4041, 4081, 4083, 4084, 4092, 4093, 4120 |
| 33                                      | Szendrő, mezőgazdasági telep                                             | 31.6 km         | 3704, 3707, 3708, 3709, 3775, 4041, 4081, 4083, 4084 |
| 34                                      | Csehipuszta                                                              | 32.8 km         | 3704, 3707, 3708, 3709, 3775, 4041, 4081, 4083, 4084 |
| Naponta 1 alkalommal érintett.          |                                                                          |                 | |
| ∫                                       | Szalonna, bolt                                                           | ∫               | 3703, 3704, 3707, 3708, 3709, 3775, 4041, 4081, 4083, 4084, 4121 |
| ∫                                       | Szalonna, Kossuth utca 57.                                               | ∫               | 3703, 3704, 3707, 3709, 4081, 4084, 4121 |
| ∫                                       | Szalonna, vasútállomás                                                   | ∫               | 3709, 4121 személyvonat – Szalonna [94.] |
| ∫                                       | Szalonna, Kossuth utca 57.                                               | ∫               | 3703, 3704, 3707, 3709, 4081, 4084, 4121 |
| ∫                                       | Szalonna, bolt                                                           | ∫               | 3703, 3704, 3707, 3708, 3709, 3775, 4041, 4081, 4083, 4084, 4121 |
| 35                                      | Szalonna, rakacai elágazás                                               | 35.2 km         | 3709, 4121 |
| 36                                      | Szalonna, Petőfi Sándor utca 88.                                         | 35.7 km         | 3708, 3709, 4041, 4083, 4121 |
| 37                                      | Rakacavölgyi víztározó                                                   | 36.8 km         | 3708, 3709, 4041, 4083, 4121 |
| 38                                      | Martonyi elágazás                                                        | 37.8 km         | 3708, 3709, 4041, 4083, 4121 |
| Munkanapokon 1 alkalommal nem érintett. |                                                                          |                 | |
| 39                                      | Martonyi, híd vonalközi végállomás                                       | 39.3 km         | 3708, 3709, 4041, 4083, 4121 |
| 40                                      | Martonyi elágazás                                                        | 40.8 km         | 3708, 3709, 4041, 4083, 4121 |
| 41                                      | Üdülőtelep bisztró                                                       | 41.5 km         | 3708, 3709, 4041, 4083, 4121 |
| 42                                      | Karolamajor                                                              | 42.5 km         | 3708, 3709, 4041, 4083, 4121 |
| 43                                      | Meszes, Fő utca 64.                                                      | 44.3 km         | 3708, 3709, 4041, 4083, 4121 |
| 44                                      | Meszes, községháza végállomás                                            | 45.1 km         | 3708, 3709, 4041, 4083, 4121 |